# 乌鸦枪

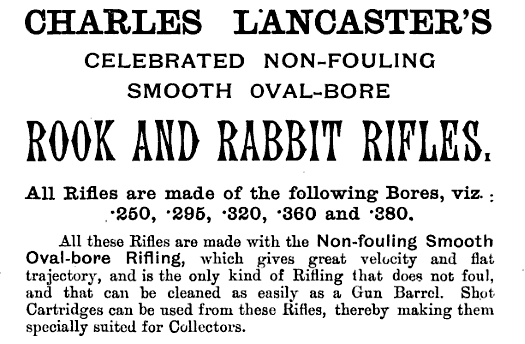
查尔斯·兰开斯特公司1892年刊登的乌鸦枪广告。

乌鸦枪 (英文：Rook rifle），或称鸦兔枪 (Rook and rabbit rifle) ，是一种曾经流行于英国的单发小口径步枪。乌鸦枪主要用以狩杀小型猎物，尤其是狩乌鸦 。

## 设计
乌鸦枪主要的特点就是要足够轻便，可以在乡间散步的时候轻松携带 。除此之外，乌鸦枪的精准度和威力必须要能够达到击杀小型猎物。因此，一把合格的乌鸦枪必须在精准度、威力和重量之间达成一个微妙的平衡。 乌鸦枪一般都是单发填装并且主要采用中折式的各种装弹方式。也有一些乌鸦枪的设计参考了军用的马提尼-亨利步枪使用了栓动式装弹。这些堪称缩小版军用步枪的乌鸦枪也，因其威力和和准确度而广受当时消费者的欢迎。 
大部分乌鸦枪的口径为.295英寸（7.5 mm），发射80格令（5.2克）重的弹丸。 除此之外，还有很多口径从.22至.38英寸（5.6—9.7 mm）不等的乌鸦枪，发射的弹药也从40到150格令（2.6到9.4克）五花八门。乌鸦枪的子弹大多使用黑火药作为发射药，速度可以达到1,200至1,500 ft/s（370—460 m/s） 。 

## 历史
乌鸦枪最早由枪支制造商Holland & Holland于1883年开发。作为后膛填装的定装弹步枪，乌鸦枪最早的商业目的是用以取代当时市场上占比颇高的前膛装填猎枪。  由于其革命性的设计，Holland & Holland的乌鸦枪取得了成功，据统计，在1800年代后期，该公司17年内售出了大约5,000支乌鸦枪。除此之外，一些其他枪支制造商，例如Westley Richards和W. W. Greener也乌鸦枪的制造和销售而名噪一时。 
由于狩乌鸦的流行，乌鸦枪在英国和整个大英帝国都颇受欢迎。除在英国本土销量颇丰外，大量的乌鸦枪也被出口到许多英联邦国家和英国殖民地，如澳大利亚和英属印度。 
到了二十世纪，革命性的.22 LR弹药问世。由于其精度高、噪音小且经济实惠，.22 LR一经问世，乌鸦枪使用的中央底火子弹瞬间相形见绌。随着这款流传至今的子弹在全世界范围内大行其道，乌鸦枪也迎来了商业上的末日。 在同一时期，小口径步枪的用途也从室外狩猎逐渐转移到了室内比赛，作为猎枪的乌鸦枪也基本上告别了市场。 
由于乌鸦枪日渐式微，生产对应弹药的公司也相继停产。到如今，能供乌鸦枪使用的弹药也越来越稀缺。因此许多被保存到今日的乌鸦枪被改装为滑膛霰弹枪，用来发射.410號径霰弹。除此之外，也有很大部分乌鸦枪被改装以发射.22英寸（5.6 mm）口径的子弹。 

## 用途
顾名思义，乌鸦枪用途主要是狩猎乌鸦或兔子之类的小型猎物。 
秃鼻乌鸦有群居的习性。随着时间的推移，秃鼻乌鸦的组成的群落会不断扩大，以至于对农村地区的一些居民造成滋扰。在英国乡村，老年间的做法是在秃鼻乌鸦的幼鸟能够飞翔之前将其射杀，以控制其种群的规模。渐渐地，狩乌鸦发展成了一种乡村居民之间的社交活动，并波及到社会的各个阶层。同时，由于乌鸦的幼鸟较为美味（乌鸦成鸟的肉反而难以下咽），乌鸦肉在英国乡村地区被认为是一种和兔肉馅饼一样不可多得的美味佳肴。 因此，狩乌鸦作为一项运动曾一度大为流行。
虽然乌鸦枪一般只被用来狩杀较小的猎物，但一些较大口径乌鸦枪也被纪录用来猎杀较大的猎物，例如狍、羚羊等等。  

## 文化指涉
在阿加莎·克里斯蒂的悬疑小说《马斯顿庄园的悲剧》中，一支乌鸦枪作为杀人凶器反复被描绘和提及。

## 使用弹药
- .220 Rook
- .297/230 Morris
- .320/230 Rook
- .297/250 Rook
- .300/250 Rook
- .255 Jeffery Rook
- .300 Rook
- .300 Sherwood
- .310/300 Rook
- .360/300 Fraser
- .310 Cadet
- .320 Extra Long Rook
- .320 Long Rifle
- .360 No 5 Rook
- .380 Long
- .410 Indian musket
- .442 Rook, Kangaroo, long